# نيكولاس جون بنسون
نيكولاس جون بنسون (بالإنجليزية: Nicholas John Benson)‏ هو ضابط وشخصية أعمال أمريكي وبريطاني، ولد في 26 نوفمبر 1961.